# Лысенко, Михаил Николаевич
Михаи́л Никола́евич Лысе́нко (род. 12 мая 1955) — российский дипломат. Чрезвычайный и полномочный посланник 1 класса (2003).

## Биография
Окончил МГИМО МИД СССР (1977). На дипломатической работе с 1977 года. Владеет английским, немецким и испанским языками
- В 1977—1980 и 1985—1986 годах — сотрудник Отдела США МИД СССР.
- В 1980—1985 годах — сотрудник Посольства СССР в США.
- В 1986—1988 годах — сотрудник Секретариата заместителя министра иностранных дел СССР.
- В 1990—1991 годах — сотрудник Управления США и Канады МИД СССР.
- В 1992—1996 годах — заведующий отделом, заместитель директора Департамента Северной Америки МИД России.
- В 1996—2000 годах — советник-посланник Посольства России в Канаде.
- В 2000—2001 годах — заместитель директора Департамента по вопросам безопасности и разоружения МИД России.
- В 2001—2004 годах — директор Департамента по вопросам безопасности и разоружения МИД России.
- С 28 июля 2004 по 11 сентября 2008 года — чрезвычайный и полномочный посол России в Новой Зеландии и по совместительству в Независимом Государстве Самоа и Королевстве Тонга[1][2].
- С 2008 года по 31 декабря 2014 года — директор Департамента международного сотрудничества Государственной корпорации по атомной энергии "Росатом".

Член Экспертно-консультативного совета ПИР-Центра (с 2004 года).

## Дипломатический ранг
- Чрезвычайный и полномочный посланник 2 класса (20 июня 1994)[3].
- Чрезвычайный и полномочный посланник 1 класса (20 сентября 2003)[4].